# ミニメンタルステート検査
ミニメンタルステート検査（ミニメンタルステートけんさ、Mini Mental State Examination、MMSE）は、認知症の診断用に米国で1975年、フォルスタインらが開発した質問セットである。30点満点の11の質問からなり、見当識、記憶力、計算力、言語的能力、図形的能力などをカバーする。24点以上で正常と判断、10点未満では高度な知能低下、20点未満では中等度の知能低下と診断する。

## 質問内容
1. 日時（5点）
  - 今年は何年ですか。
  - いまの季節は何ですか。
  - 今日は何曜日ですか。
  - 今日は何月何日ですか。
2. 現在地（5点）
  - ここは何県ですか。
  - ここは何市ですか。
  - ここは何病院ですか。
  - ここは何階ですか。
  - ここは何地方ですか。
3. 記憶（3点）
  - 相互に無関係な物品名を3個聞かせ、それをそのまま復唱させる。1個答えられるごとに1点。すべて言えなければ6回まで繰り返す。
4. 7シリーズ（5点）
  - 100から順に7を引いていく。5回できれば5点。間違えた時点で打ち切り。
  - あるいは「フジノヤマ」を逆唱させる。
5. 想起（3点）
  - 3で示した物品名を再度復唱させる。
6. 呼称（2点）
  - 時計と鉛筆を順に見せて、名称を答えさせる。
7. 読字（1点）
  - 次の文章を繰り返す。「みんなで、力を合わせて綱を引きます」
8. 言語理解（3点）
  - 次の3つの命令を口頭で伝え、すべて聞き終わってから実行する

「右手にこの紙を持ってください」
「それを半分に折りたたんでください」
「机の上に置いてください」
9. 文章理解（1点）
  - 次の文章を読んで実行する。「目を閉じなさい」
10. 文章構成（1点）
  - 何か文章を書いてください。
11. 図形把握（1点）
  - 次の図形を書き写してください。